# 文斌 (清朝)
文斌（?—?），爱新觉罗氏，字郁周，号伯英，满洲正蓝旗人。清朝宗室、官员。

## 生平
宗室文斌是光緒二十四年（1898年）戊戌科进士。同年五月，改翰林院庶吉士。光緒二十九年四月，散館，授翰林院編修，后来官至翰林院侍讲。